# 3 juillet en sport
3 juin 3 août
Chronologies thématiques
- Croisades
- Ferroviaires
- Disney

Le 3 juillet (184e jour de l'année ou 185e en cas d'année bissextile) en sport.

## Événements

### XIXesiècle
- 1886
  - (Tennis) : début du Tournoi de Wimbledon qui se déroule jusqu'au 17 juillet 1886.

### XXesièclede1901à1950
- 1910 :
  - (Football) : les Young Boys de Berne remportent la Coupe de Suisse face au FC Saint-Gall, 7-0.
- 1927 :
  - (Sport automobile) : Grand Prix de France à Montlhéry. Le pilote français Robert Benoist s'impose sur une Delage.
- 1932 :
  - (Football) : Lausanne Sports est champion de Suisse.
  - (Sport automobile) : Grand Prix automobile de France.
- 1934 :
  - (Cyclisme sur route) : départ du Tour de France.
- 1938 :
  - (Sport automobile) : Grand Prix automobile de France.
- 1949 :
  - (Football) : le FC Barcelone remporte la première édition de la Coupe Latine de football.
  - (Sport automobile) : Grand Prix automobile de Suisse.

### XXesièclede1951à2000
- 1959 :
  - (Sport automobile) : quatrième grand prix de la saison 1959 en France, remporté par Tony Brooks sur Ferrari.
- 1966 :
  - (Formule 1) : Grand Prix automobile de France.
- 1971 :
  - (Athlétisme) : Pat Matzdorf établit un nouveau record du monde du saut en hauteur à 2.29 mètres.
- 1977 :
  - (Athlétisme) : Vladimir Yashchenko porte le record du monde de saut en hauteur à 2,33 mètres.
  - (Formule 1) : Grand Prix automobile de France.
- 1982 :
  - (Formule 1) : Grand Prix automobile des Pays-Bas.
- 1983 :
  - (Athlétisme) : à Colorado Springs, Evelyn Ashford améliore le record du monde du 100 mètres féminin en 10,79 s et Calvin Smith fait de même sur le 100 mètres masculin en 9,93 s.
- 1988 :
  - (Formule 1) : Grand Prix automobile de France.
- 1993 :
  - (Cyclisme) : départ du Tour de France, Miguel Indurain remporte le Prologue.
- 1994 :
  - (Formule 1) : Grand Prix automobile de France.
- 1999 :
  - (Cyclisme sur route) : départ du Tour de France 1999.

### XXIesiècle
- 2003 :
  - (Football) : déjà vainqueur de Santos FC (Brésil) 2-0 au match aller de la finale, Boca Juniors (Argentine) gagne le match retour 3-1 et remporte la Copa Libertadores.
- 2005 :
  - (Formule 1) : Grand Prix automobile de France.
- 2007 :
  - (Escrime) : lors des Championnats d'Europe d'escrime 2007 disputés à Gand en Belgique, la française Laura Flessel remporte le titre en épée féminine et l'italien Andrea Baldini celui du fleuret masculin.
  - (Voile) : à Valence, les suisses d'Alinghi remportent la septième régate de la Coupe de l'America 2007 les opposant à leurs challengers néo-zélandais d'Emirates Team New Zealand et, menant désormais 5 victoires à 2, conservent le trophée.
- 2010 :
  - (Football) : l'Allemagne fait sensation en écrasant l'Argentine en quart de finale de la Coupe du monde 2010 4-0.
- 2013 :
  - (Cyclisme sur route/Tour de France) : dans la 4e étape Cagnes-sur-Mer – Marseille, victoire du britannique Mark Cavendish au sprint. L'australien Simon Gerrans conserve le maillot jaune.
- 2016 :
  - (Compétition automobile /Formule 1) : Au terme d’un Grand Prix accroché et indécis jusqu’au dernier tour, le britannique Lewis Hamilton remporte le Grand Prix d’Autriche devant le néerlandais Max Verstappen et le finlandais Kimi Räikkönen complète le podium.
  - (Cyclisme sur route /Tour de France) : sur la 2e étape du Tour de France 2016, victoire du slovaque Peter Sagan au sprint qui s'empare du maillot jaune.
- 2017 :
  - (Cyclisme sur route /Tour de France) : sur la 3e étape du Tour de France 2017 qui se déroule de Verviers en Belgique et Longwy en France, victoire du slovaque Peter Sagan qui devance l'australien Michael Matthews et l'Irlandais Daniel Martin. Le britannique Geraint Thomas conserve le Maillot jaune.
  - (Tennis /Grand Chelem) : début du Tournoi de Wimbledon qui se déroule jusqu'au 16 juillet 2017.
- 2021 :
  - (Cyclisme sur route /Tour de France) : sur la 8e étape du Tour de France qui se déroule entre Oyonnax et Le Grand-Bornand, sur une distance de 150,8 kilomètres, victoire du belge Dylan Teuns. Le slovène Tadej Pogačar s'empare du maillot jaune.
- 2022 :
  - (Cyclisme sur route /Tour de France) : sur la 3e étape du Tour de France qui se déroule entre Vejle et Sønderborg au Danemark, sur une distance de 182 kilomètres[1], victoire du néerlandais Dylan Groenewegen. Le belge Wout van Aert conserve le maillot jaune.
- 2023 :
  - (Cyclisme sur route /Tour de France) : sur la 3e étape du Tour de France qui se déroule entre Amorebieta-Etxano, dernière ville étape du grand départ donné du Pays basque espagnol, et Bayonne (Pyrénées-Atlantiques), sur une distance de 193,5 kilomètres, victoire du Belge Jasper Philipsen. Le Britannique Adam Yates conserve le Maillot jaune.
  - (Tennis /Grand Chelem) : début du Tournoi de Wimbledon qui se déroule jusqu'au 16 juillet 2023.
- 2024 :
  - (Cyclisme sur route /Tour de France) : sur la 5e étape du Tour de France qui se déroule  entre Saint-Jean-de-Maurienne en Savoie et Saint-Vulbas dans l'Ain, sur une distance de 177,4 kilomètres, victoire du Britannique Mark Cavendish au sprint qui obtient le record de victoires d'étape sur le Tour de France[2]. Il dépasse ainsi Eddy Merckx, avec qui il co-détenait le record[3]. Le Slovène Tadej Pogačar conserve le Maillot jaune[4].

## Naissances

### XIXesiècle
- 1851 :
  - Charles Bannerman, joueur de cricket australien. (3 sélections en test cricket). († 20 août 1930).
- 1861 :
  - Peter Jackson, boxeur australien. († 13 juillet 1901).
- 1864 :
  - Lida Voorhees, joueuse de tennis américaine. († ? février 1934).
- 1874 :
  - Jean Collas, joueur de rugby à XV et tireur à la corde français. Champion olympique en rugby et médaillé d'argent du tir à la corde aux Jeux de Paris 1900. († 30 décembre 1928).
- 1881 :
  - Horace Bailey, footballeur anglais. Champion olympique aux Jeux de Londres 1908 puis aux Jeux de Stockholm 1912. (8 sélections en équipe nationale). († 1er août 1960).
- 1888 :
  - Emmanuel Gambardella, journaliste puis dirigeant du football français. Présidents de la FFF et de la LFP. Son nom est donné en 1954 à la coupe nationale des juniors. († 30 août 1953).

### XXesièclede1901à1950
- 1903 :
  - Ace Bailey, hockeyeur sur glace canadien. († 7 avril 1992).
- 1904 :
  - Charles Allé, footballeur français. (1 sélection en équipe de France). († 15 septembre 1994).
- 1905 :
  - Johnny Gibson, athlète de haies américain. Détenteur du record du monde du 400 m haies du 2 juillet 1927 au 4 juillet 1928. († 29 décembre 2006).
- 1910 :
  - Gustav Schäfer, rameur d'aviron allemand. Champion olympique du skiff aux Jeux de Berlin 1936. († 12 décembre 1991).
- 1916 :
  - John Kundla, entraîneur de basket-ball américain. († 23 juillet 2017).
- 1917 :
  - João Saldanha, footballeur puis entraîneur puis journaliste brésilien. Sélectionneur de l'équipe du Brésil de 1969 à 1970. († 12 juillet 1990).
- 1922 :
  - Art Fowler, joueur de baseball américain. († 29 janvier 2007).
  - Valerio Puccianti, athlète d'ultrafond français. († 28 novembre 2020).
- 1926 :
  - Michel Lecointre, joueur de rugby à XV français. (1 sélection en équipe de France). († 26 mai 1956).
- 1927 :
  - Pierre Cahuzac, footballeur puis entraîneur français. (2 sélections en équipe de France). († 31 août 2003).
- 1930 :
  - Jan Louwers, footballeur néerlandais. († 1er novembre 2012).
- 1933 :
  - Romeiro, footballeur brésilien. (2 sélections en équipe nationale). († 4 janvier 2008).
- 1939 :
  - Coco Laboy, joueur de baseball portoricain.
- 1940 :
  - Jean-Marie Muller, skieur nautique français.
  - Mario Zanin, cycliste sur route italien. Champion olympique de la course en ligne aux jeux de Tokyo 1964.
- 1947 :
  - Mike Burton, nageur américain. Champion olympique du 400m et du 1 500m nage libre aux Jeux de Mexico 1968 puis du 1 500 nage libre aux Jeux de Munich 1972.
- 1950 :
  - Élie Chouraqui, volleyeur et consultant TV puis artiste franco-israélien. (112 sélections avec l' équipe de France).

### XXesièclede1951à2000
- 1951 :
  - Richard Hadlee, joueur de cricket néo-zélandais. (86 sélections en test cricket).
- 1952 :
  - Jean-Paul Pierrat, fondeur français. Médaillé de bronze du 50 km aux Mondiaux de ski nordique 1978.
- 1955 :
  - Sylvain Boulay, pilote de courses automobile français.
  - Irina Moïsseïeva, patineuse artistique de danse sur glace soviétique puis russe. Médaillée d'argent aux Jeux d'Insbruck 1976 et de bronze aux Jeux de Lake Placid 1980. Championne du monde de patinage artistique 1975 et 1977. Championne d'Europe de patinage artistique 1977 et 1978.
- 1960 :
  - Perrine Pelen, skieuse alpine française. Médaillée de bronze du géant Jeux de Lake Placid 1980 puis médaillée d'argent du slalom et de bronze du géant aux Jeux de Sarajevo 1984. Médaillée d'argent du combiné aux Mondiaux de ski alpin 1982 puis championne du monde de ski alpin du slalom 1985.
- 1966 :
  - Moisés Alou, joueur de baseball américain.
- 1967 :
  - Serge Simon, joueur de rugby à XV français. (2 sélections en équipe de France).
- 1968 :
  - Jean-Christophe Rolland, rameur en deux sans barreur puis dirigeant sportif français. Médaillé de bronze aux Jeux d'Atlanta 1996 puis champion olympique aux Jeux de Sydney 2000 en 2000. Champion du monde d'aviron 1993 et 1997. Membre du CIO depuis 2017.
- 1970 :
  - Serhiy Honchar, cycliste sur route puis directeur sportif ukrainien. Champion du monde de cyclisme sur route du contre la montre 2000. Vainqueur du Tour des Pays-Bas 1999.
  - Bruno Martini, handballeur puis dirigeant sportif français. Champion du monde de handball masculin 1995 et 2001. Vainqueur de la Coupe d'Europe des vainqueurs de coupe 1993 puis de la Ligue des champions de handball 2003. (202 sélections en Équipe de France).
  - Teemu Selanne, hockeyeur sur glace finlandais. Médaillé de bronze aux Jeux de Nagano 1998, médaillé d'argent aux Jeux de Turin 2006 puis médaillé de bronze aux Jeux de Vancouver 2010.
- 1972 :
  - Pieter de Villiers, joueur de rugby français. Vainqueur des Grands Chelems 2002 et 2004, des Tournois des Six Nations 2006 et 2007. (69 sélections en équipe de France).
- 1973 :
  - Jorge Andrés Boero, pilote de moto-raid argentin. († 1er janvier 2012).
  - Ólafur Stefánsson, handballeur islandais. Médaillé d'argent aux Jeux de Pékin 2008. Vainqueur des Ligue des champions 2002, 2006, 2008 et 2009. (330 sélections en équipe nationale).
- 1974 :
  - Alexis Gautier, cavalier de sauts d'obstacles français.
- 1976 :
  - Wade Belak, hockeyeur sur glace canadien. († 31 août 2011).
- 1977 :
  - Sandra Smisek, footballeuse allemande. Championne du monde de football 2003 et 2007. Championne d'Europe de football 1997, 2001 et 2005. Victorieuse de la Coupe féminine de l'UEFA 2006. (133 sélections en équipe nationale).
- 1978 :
  - Abdelkader Hachlaf, athlète de demi-fond et de steeple marocain.
- 1982 :
  - Andy Ces, volleyeur français. (15 sélections en équipe de France).
- 1984 :
  - Churandy Martina, athlète de sprint néerlandais. Champion d'Europe d'athlétisme du 200 m et du relais 4 × 100 m 2012 puis champion d'Europe d'athlétisme du 100 m 2016.
  - Nicolas Roche, cycliste sur route franco-irlandais.
- 1986 :
  - Thomas Bouhail, gymnaste puis consultant TV français. Médaillé d'argent du saut de cheval aux Jeux de Pékin 2008. Champion du monde de gymnastique artistique du saut de cheval 2010. Champion d'Europe de gymnastique artistique du saut de cheval 2009 et 2011.
  - Romain Danzé, footballeur français.
  - Ola Toivonen, footballeur suédois. (56 sélections en équipe nationale).
  - Duane Vermeulen, joueur de rugby à XV sud-africain. (37 sélections en équipe nationale).
- 1987 :
  - Benoît Costil, footballeur français. (1 sélection en équipe de France).
  - Roseline Filion, plongeuse canadienne. Médaillée de bronze du haut-vol à 10 m synchronisé aux Jeux de Londres 2012 et aux Jeux de Rio 2016.
  - Guido Milán, footballeur argentin.
  - Florin Niță, footballeur roumain. (24 sélections en équipe nationale).
  - Sebastian Vettel, pilote de F1 allemand. Champion du monde de Formule 1 2010, 2011, 2012 et 2013 (52 victoires en Grand Prix).
- 1988 :
  - Anssi Koivuranta, skieur de nordique et sauteur à ski finlandais. Médaillé de bronze par équipes en combiné nordique aux Jeux de Turin 2006. Champion du monde de ski nordique en combiné nordique par équipes 2007.
  - Miguel Ángel López, athlète de marches athlétiques espagnol. Champion du monde d'athlétisme du 20 km marche 2015. Champion d'Europe d'athlétisme du 20 km marche 2014.
- 1989 :
  - Amer Abdulrahman, footballeur émirati. (76 sélections en équipe nationale).
  - Mathieu Bauderlique, boxeur français. Médaillé de bronze des -81 kg aux Jeux de Rio 2016.
  - Jean-Armel Kana-Biyik, footballeur franco-camerounais. (5 sélections avec l'équipe du Cameroun).
  - Jocelyne Lamoureux, hockeyeuse sur glace américaine. Médaillée d'argent aux Jeux de Vancouver 2010 et aux Jeux de Sotchi 2014 puis championne olympique aux Jeux de Pyeongchang 2018. Championne du monde de hockey sur glace féminin 2009, 2011, 2013, 2015, 2016 et 2017.
  - Monique Lamoureux-Kolls, hockeyeuse sur glace américaine. Médaillée d'argent aux Jeux de Vancouver 2010 et aux Jeux de Sotchi 2014 puis championne olympique aux Jeux de Pyeongchang 2018. Championne du monde de hockey sur glace féminin 2009, 2011, 2013, 2015, 2016 et 2017.
- 1990 :
  - Fabio Aru, cycliste sur route italien. Vainqueur du Tour d'Espagne 2015.
  - Nana Iwasaka, volleyeuse japonaise. Championne d'Asie et d'Océanie de volley-ball féminin 2017. Victorieuse du Championnat féminin AVC des clubs 2014. (99 sélections en équipe nationale).
  - Ruesha Littlejohn, footballeuse irlandaise. (75 sélections en équipe nationale).
  - Alison Riske, joueuse de tennis américaine.
- 1991 :
  - Anastasia Pavlyuchenkova, joueuse de tennis russe. Championne olympique du double mixte aux Jeux de Tokyo 2020.
  - Erik Tønne, footballeur norvégien.
  - Kendall Williams, basketteur américain.
  - Sebastian Ylönen, hockeyeur sur glace franco-finlandais.
- 1992 :
  - Crystal Dunn, footballeuse américaine. Championne du monde de football 2019. (136 sélections en équipe nationale).
  - Norbert Gyömbér, footballeur slovaque. (41 sélections en équipe nationale).
- 1993 :
  - Nicolás Freitas, joueur de rugby à XV uruguayen. (55 sélections en équipe nationale).
- 1994 :
  - Jabari Bird, basketteur américain.
- 1995 :
  - Mike Maignan, footballeur franco-haïtien. Vainqueur de la Ligue des nations 2021. (20 sélections avec l'équipe de France).
- 1996 :
  - Abdi Waiss Mouhyadin, athlète de demi-fond djiboutien.
- 1997 :
  - Jonathan Jeanne, basketteur français.
  - Baptiste Pesenti, joueur de rugby à XV français. (4 sélections en équipe de France).
- 2000 :
  - Mikkel Damsgaard, footballeur danois. (28 sélections en équipe nationale).

### XXIesiècle
- 2001 :
  - Folarin Balogun, footballeur américano-britannico-nigérian. (15 sélections avec l'équipe des États-Unis).
  - Leo Greiml, footballeur autrichien.
- 2002 :
  - Matti Peltola, footballeur finlandais. (5 sélections en équipe nationale).
  - Tomáš Rigo, footballeur slovaque. (1 sélection en équipe nationale).
- 2004 :
  - Filip Bundgaard, footballeur danois.
  - Victor Halvorsen, footballeur norvégien.
- 2005 :
  - John Paul Dembe, footballeur ougandais.

## Décès

### XXesièclede1901à1950
- 1949 :
  - Billy McCutcheon, 79 ans, joueur de rugby à XV gallois. (7 sélections en équipe nationale). (° 21 juin 1870).

### XXesièclede1951à2000
- 1953 :
  - Gaston Rebry, 48 ans, cycliste sur route belge. Vainqueur des Paris-Roubaix 1931, 1934 et 1935, du Tour des Flandres 1934. (° 29 janvier 1905).
- 1958 :
  - Maurice Bardonneau, 73 ans, cycliste sur route français. Champion du monde de cyclisme sur piste du demi-fond amateur 1906. (° 22 mai 1885).
- 1984 :
  - Ernesto Mascheroni, 76 ans, footballeur uruguayen puis italien. Champion du monde de football 1930. (12 sélections en équipe d'Uruguay et 2 en équipe d'Italie). (° 21 novembre 1907).
- 1985 :
  - Frank J. Selke, 92 ans, dirigeant de hockey sur glace canadien. Directeur de la LNH de 1929 à 1964. (° 7 mai 1893).
- 1988 :
  - Paul Lasaosa, 60 ans, joueur de rugby à XV français. (6 sélections en équipe de France). (° 13 juillet 1927).
- 1993 :
  - Don Drysdale, 56 ans, joueur de baseball américain. (° 23 juillet 1936).
- 1994 :
  - Lew Hoad, 59 ans, joueur de tennis australien. Vainqueur de l'Open d'Australie 1956, de Roland Garros 1956, des Tournois de Wimbledon 1956 et 1957, des Coupes Davis 1953, 1955 et 1956. (° 23 novembre 1934).
- 1995 :
  - Pancho Gonzales, 67 ans, joueur de tennis américain. Vainqueur des US Open 1948 et 1949, de la Coupe Davis 1949. (° 9 mai 1928).
- 1998 : 
  - Duncan White, 80 ans, athlète de haies cinghalais. Médaillé d'argent du 400 m haies lors des Jeux de 1948 à Londres. (° 1er mars 1918).

### XXIesiècle
- 2001 :
  - Billy Liddell, 79 ans, footballeur écossais. (29 sélections en équipe nationale). (° 10 janvier 1922).
- 2006 :
  - Gerhard Kunze, 81 ans, arbitre de football est-allemand. (° 16 octobre 1924).
- 2007 :
  - Heinrich Boller, 85 ans, hockeyeur sur glace puis entraîneur suisse. Médaillé de bronze aux Jeux de Saint-Moritz 1948. (55 sélections en équipe nationale). (° 2 décembre 1921).
  - Felix Gerritzen, 80 ans, footballeur allemand. (4 sélections en équipe nationale). (° 6 février 1927).
- 2010 :
  - Herbert Erhardt, 79 ans, footballeur allemand. Champion du monde de football 1954. (50 sélections en équipe nationale). (° 6 juillet 1930).
- 2012 :
  - Ben Davidson, 72 ans, joueur de foot U.S. américain. (° 14 juin 1940).
- 2013 :
  - Claude Arabo, 75 ans, sabreur français. Médaillé d'argent en individuel aux Jeux de Tokyo 1964. (° 3 octobre 1937).
- 2019 :
  - Koldo Aguirre, 80 ans, footballeur puis entraîneur espagnol. (7 sélections en équipe nationale). (° 27 avril 1939).
  - Karimou Djibrill, 86 ans, footballeur togolais. (° 6 juin 1933).
- 2020 :
  - Ardico Magnini, 91 ans, footballeur puis entraîneur italien. (20 sélections en équipe nationale). (° 1er octobre 1928).
- 2021 :
  - Ted Nash, 88 ans, rameur d'aviron américain. Champion olympique de quatre sans barreur aux Jeux d'été de 1960 puis médaillé de bronze de la même épreuve en 1964 aux Jeux olympiques de Tokyo. (° 29 octobre 1932).
- 2022 :
  - Guy Koller, 65 ans, haltérophile français. Président de la Fédération française d'haltérophilie de 2021 à sa mort. (° 21 juillet 1956).
- 2023 :
  - Daniel Ferrand, 90 ans, footballeur français. (° 6 juin 1933).
- 2025 :
  - Alain Douville, 75 ans, footballeur français. (° 20 mai 1950).
  - Diogo Jota, 28 ans, footballeur portugais. (48 sélections en équipe nationale). (° 4 décembre 1996).
  - Jacques Marinelli, 99 ans, coureur cycliste français. (° 15 décembre 1925).
  - Peter Rufai, 61 ans, footballeur nigérian. Vainqueur de la Coupe d'Afrique des nations 1994. (65 sélections en équipe nationale). (° 24 août 1963).